# 阿馬納夫

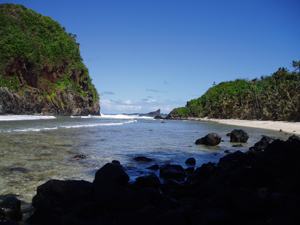

阿馬納夫（英語：Amanave）是美屬薩摩亞圖圖伊拉島海岸的一座村莊。它靠近島嶼西端塔普塔普角和波洛亞村的南部。阿馬納夫位於萊阿拉圖奧縣。
阿馬納夫在2009年薩摩亞地震中遭到嚴重破壞。然而，在約500名居民中，沒有人死亡。原因在於當地震引起海嘯後，一些居民聽從聯邦緊急事務管理署的建議，搬進了海拔較高的房屋。
阿馬納夫所在的地區以其崎嶇的海岸線而聞名。拉洛阿夫溪在該村莊中心附近與其支流匯合後，從阿馬納韋灣注入太平洋。